# (8772) Minutus
(8772) Minutus est un astéroïde de la ceinture principale.

## Description
(8772) Minutus est un astéroïde de la ceinture principale. Il fut découvert le 29 septembre 1973 à l'observatoire Palomar par Cornelis Johannes van Houten, Ingrid van Houten-Groeneveld et Tom Gehrels. Il présente une orbite caractérisée par un demi-grand axe de 2,40 UA, une excentricité de 0,23 et une inclinaison de 3,4° par rapport à l'écliptique.

## Compléments